# قبيل السفلى (المسيمير)

تعديل مصدري - تعديل

قبيل السفلى هي إحدى قرى عزلة المسيمير بمديرية المسيمير التابعة لمحافظة لحج، بلغ تعداد سكانها 144 نسمة حسب تعداد اليمن لعام 2004.